# Richard Steffen
Richard Steffen (* 10. Februar 1903 in Hamburg; † 30. Januar 1964 ebenda) war ein deutscher Bildhauer, Buchdrucker und Dramaturg.

## Erste Jahre
Richard Steffen machte eine Ausbildung zum Buchdrucker. Kurz nach dem Abschluss 1921 stürzte er mit einem Bleisatzkasten so unglücklich eine Treppe hinunter, dass er sich an der Wirbelsäule verletzte und körperbehindert blieb.
Am 23. Oktober 1923 beteiligte er sich am sogenannten Barmbeker Aufstand von Teilen der Hamburger KPD unter der Führung von Ernst Thälmann. Nach dem Vorbild der Oktoberrevolution 1917 sollten die Unruhen dazu beitragen, die Kommunistische Weltrevolution einzuleiten. Der Aufstand scheiterte am 24. Oktober, es hatte rund einhundert Tote gegeben. Richard Steffen wurde auf der Flucht verhaftet und kam für einige Zeit ins Gefängnis.
Gemäß den Zunftregeln der Buchdrucker begab er sich auf Wanderschaft durch Deutschland bis hin in die Schweiz. Anschließend machte er eine Ausbildung zum Dramaturgen an der Hamburger Schauspielschule. Schließlich schrieb er sich von 1924 bis 1931 an der Kunstgewerbeschule am Lerchenfeld ein (heute Hochschule für bildende Künste Hamburg), lernte vor allem bei dem Bildhauer, Keramiker und Kunstgewerbler Richard Luksch. 1932 ermöglichte ihm ein Reisestipendium der Amsinck-Stiftung eine Reise nach Brüssel und Paris mit einer Hospitanz bei Aristide Maillol. 1926 trat er in die KPD ein. Gemeinsam mit dem Maler Eduard Hopf veranstaltete er Kunstkurse zugunsten der Künstlernothilfe. Seine ersten Arbeiten, Kleinplastiken nach Tiermotiven, ließen sich gut verkaufen.

## Zeit des Nationalsozialismus
1933 ließ er sich als freischaffender Künstler nieder, zunächst in einem Atelierhaus am St. Anscharplatz, von 1940 an im Kleekamp 26 in Wellingsbüttel. Er trat der Hamburgischen Künstlerschaft bei. Kurz nach der Machtergreifung wurden einige seiner Kunstwerke zerstört: übergroße Tanzmasken, die er für den Tänzer Jean Weidt geschaffen hatte. Bei dessen Verhaftung in Berlin waren sie unschwer als nicht besonders freundliche Symbole der neuen Regierung erkannt worden.
Zu Richard Steffens ersten größeren Aufträgen gehörte 1937 die Erstellung eines Figurenreliefs für die Hamburger Gaswerke. Er heiratete Hildegard Schubert und wurde bis 1942 Vater dreier Kinder. Obwohl die Eheleute zuweilen Kommunisten bei sich aufnahmen, blieben  sie von weitergehenden nationalsozialistischen Nachstellungen verschont.

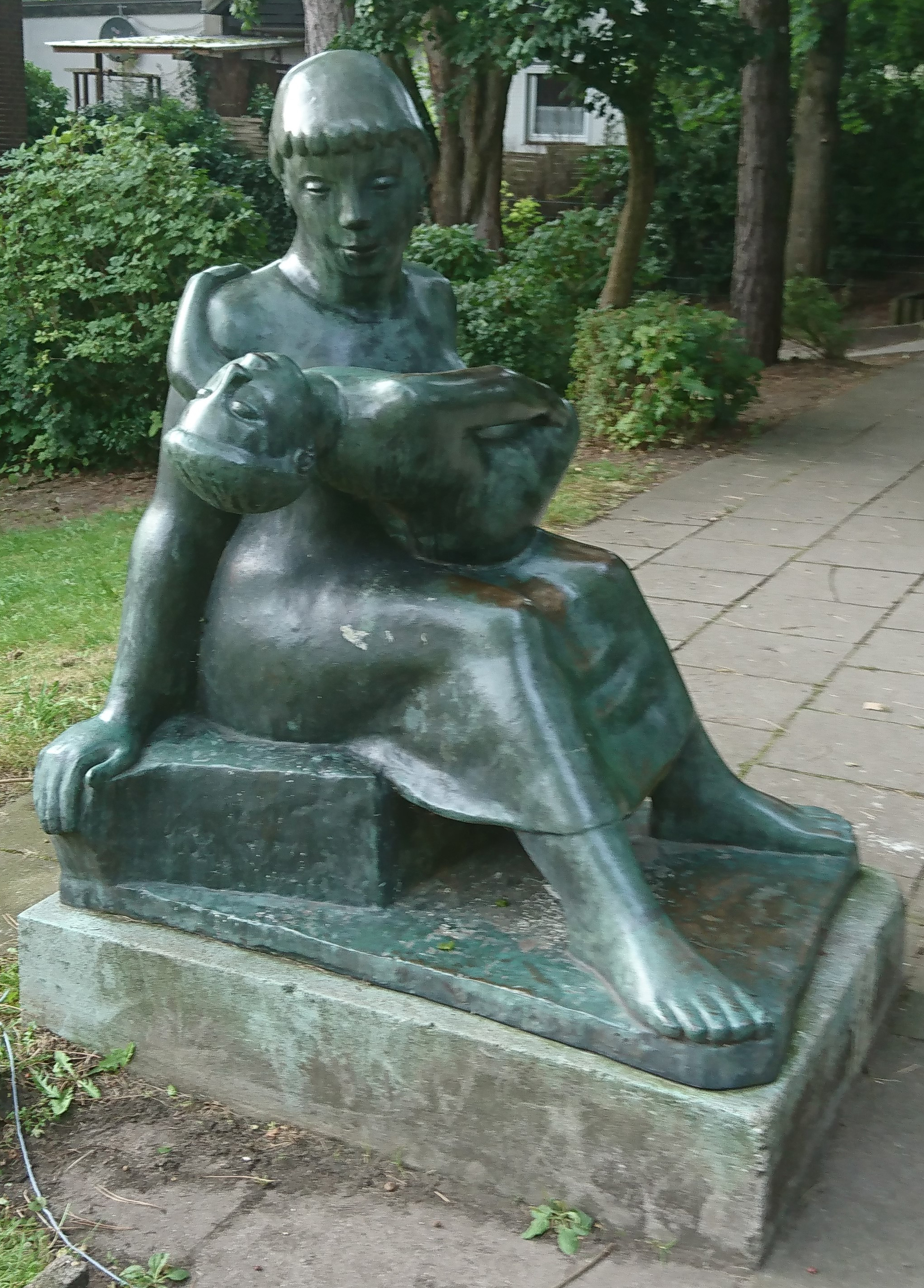
Mutter und Kind, Bronzeskulptur von Richard Steffen

Steffens Kunststil wandelte sich von zarten, feingliedrigen Arbeiten zu kräftigen, stämmigen Figuren mit einfachen, fülligen Formen und freundlichem Ausdruck nach dem Vorbild Maillols. Da die Bildhauerarbeiten nicht dem einseitigen Kunstgeschmack der Machthaber entsprachen, erhielt er weder weitere Aufträge noch wurden seine Werke für Ausstellungen angefragt. Materiell ging es der Familie schlecht, zeitweilig hungerte sie. Der Bildhauer Karl August Ohrt überredete Richard Steffen, an einem Wettbewerb für Großplastik für die geplante Elbhochbrücke teilzunehmen. Mit dem Entwurf Drei Männer kämpfen gegen den Wind, gewann Steffen den 1. Preis. Kriegswirren verhinderten die Realisierung des Kunstwerks. Der Einberufung zum Volkssturm 1945 folgte Steffen nicht.

## Neuanfang
Nach dem Krieg wurde Steffen in den Hamburger Kulturrat zur Entnazifizierung gewählt und in die Kunstkommission der Kulturbehörde berufen. Er amtierte bis 1952 als Lehrer und Geschäftsführer der Kunstschule Der Baukreis, die er mit begründet hatte. Sie war als Werkstättengemeinschaft und Lehranstalt für alle Künste gedacht. Da die Schulbehörde das Gebäude für eigene Zwecke nutzen wollte, musste Der Baukreis 1953 eingestellt werden. Steffen gehörte zu den Mitgründern des Berufsverbandes Bildender Künstlerinnen und Künstler (BBK) und trat in die Hamburgische Künstlerschaft ein. Aus Ostberlin wurde er zu Reisen in die DDR eingeladen. 1958 erhielt er den Edwin-Scharff-Preis der Hansestadt Hamburg.
Wegen seiner eingeschränkten Gesundheit war es ihm nicht möglich, schwere Steinhauerarbeiten auszuführen. Er fertigte Ton- und Gipsmodelle nach seinen Zeichnungen. Die schweren Arbeiten nahmen ihm der Bildhauer Hans Twesten und sein ehemaliger Schüler Ullrich Beier ab. 1964 wurde Steffens Bronzeplastik „Der Redner“ vor dem Ehrenhain Hamburgischer Widerstandskämpfer auf dem Ohlsdorfer Friedhof aufgestellt – 1977 musste sie als gestohlen gemeldet werden.

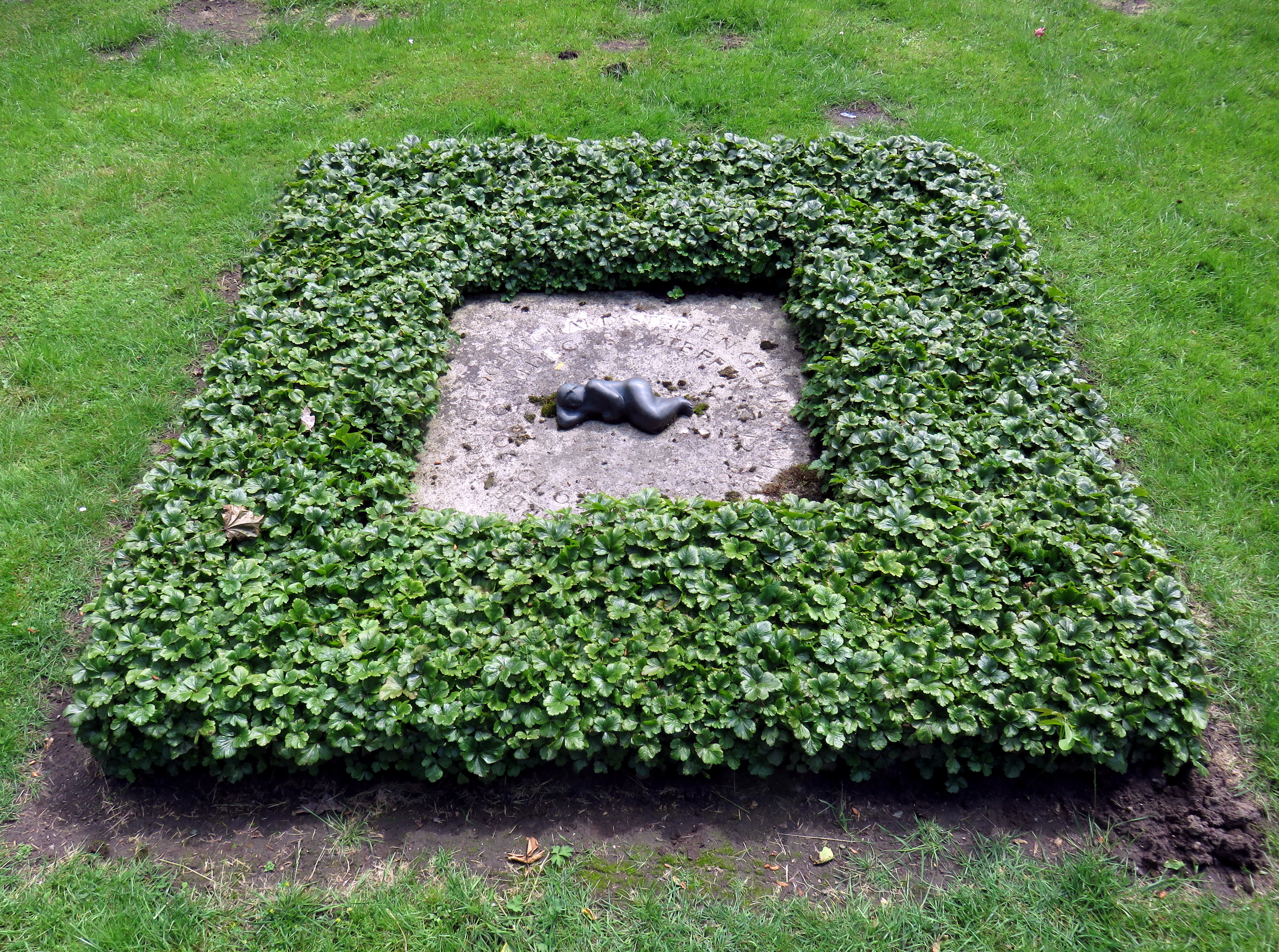
Richard Steffens Grab auf dem Friedhof Ohlsdorf

Einige seiner Werke sind weiterhin im Hamburger Stadtbild zu besichtigen:
- Rudergruppe und Mädchenreigen (1953) Wandreliefs Klinker, 2-teilig Bezirksamt Hamburg-Nord Eingangshalle
- Mann mit Kind vor dem Kaifu-Bad am Kaiser-Friedrich-Ufer
- Meerjungfrau vor dem Fischereihafenrestaurant
- Mutter und Kind, Bronzeskulptur (1964) vor Kindertagesstätte  Langenhorner Chaussee 321 in Hamburg-Langenhorn[3]
- Der Redner Bronzeskulptur (1968) auf der Gedenkstätte Ehrenhain Hamburgischer Widerstandskämpfer auf dem Ohlsdorfer Friedhof (Planquadrat K 5, gegenüber dem Friedhofsmuseum), Original und Kopie wurden gestohlen, jetzige Version (2015) aus Bildhauerbeton von Hammond-Norden/Beppler.[4]

Richard Steffen starb 1964 in Hamburg, sein Grab befindet sich auf dem Ohlsdorfer Friedhof im Planquadrat BM 59 südlich vom Prökelmoorteich.

## Darstellung Steffens in der bildenden Kunst

Baukreis-Signet
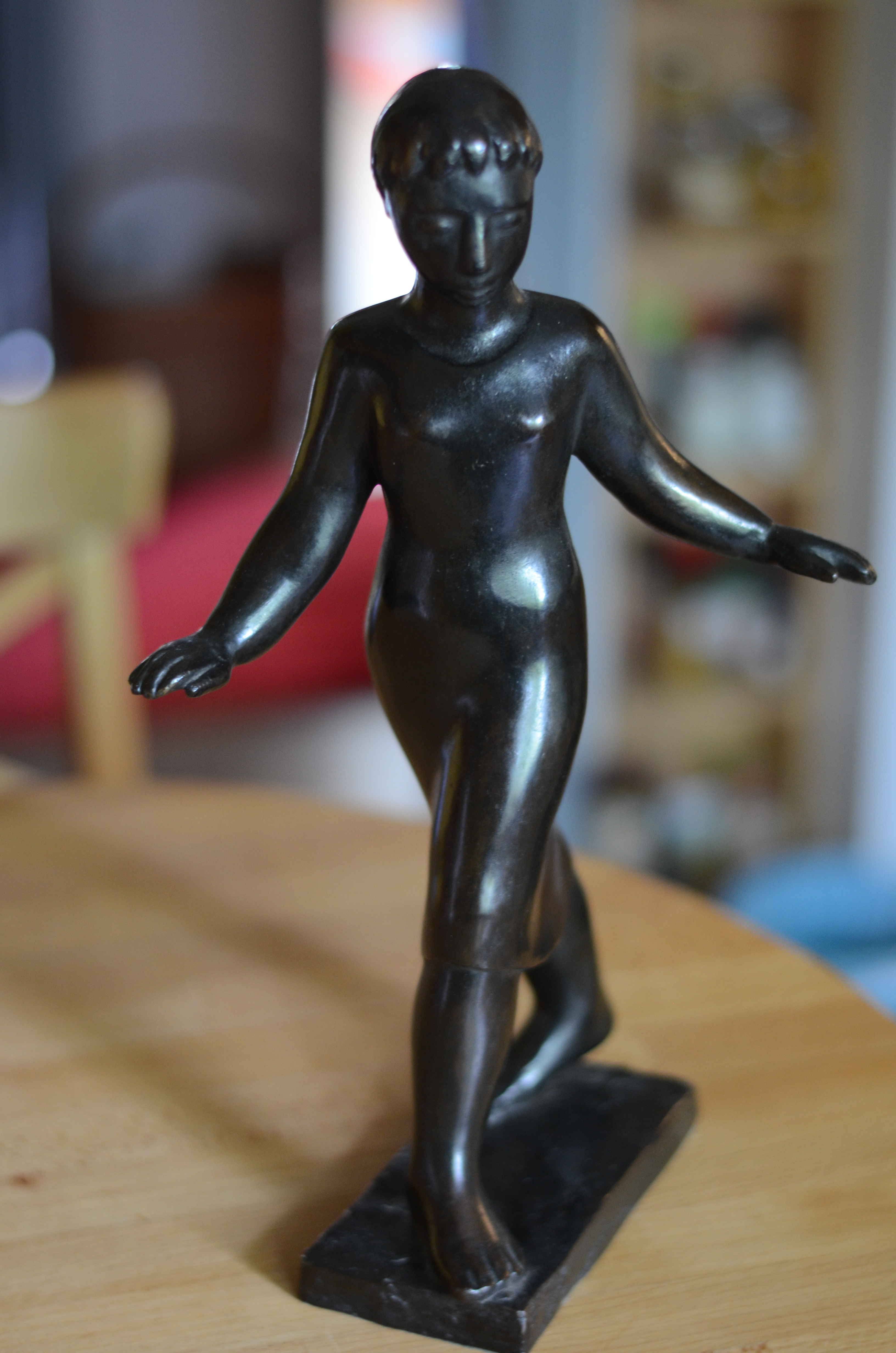
Die Schreitende ca. 1962 (Privatbesitz)
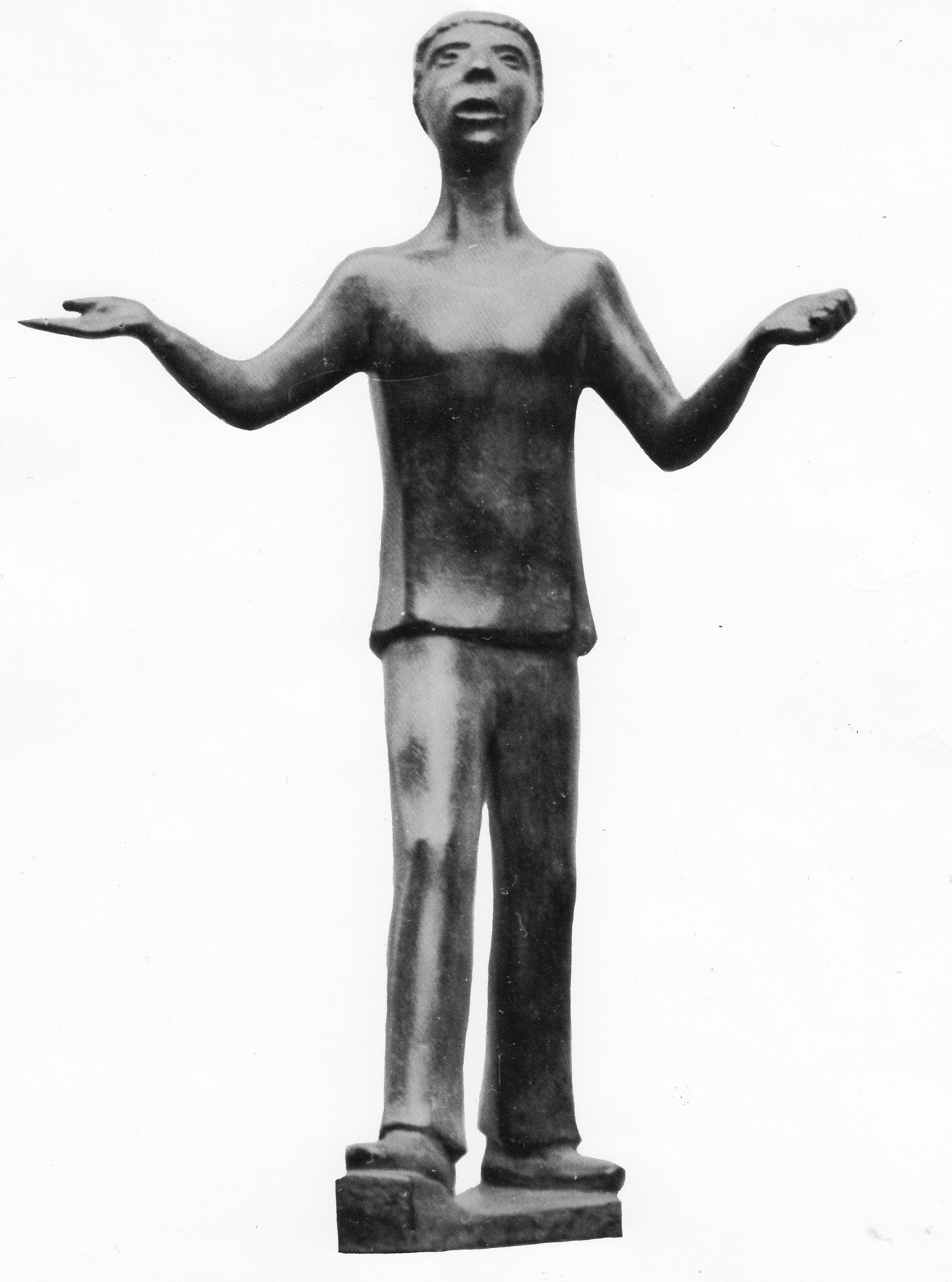
Der Redner 1964 (gestohlen)
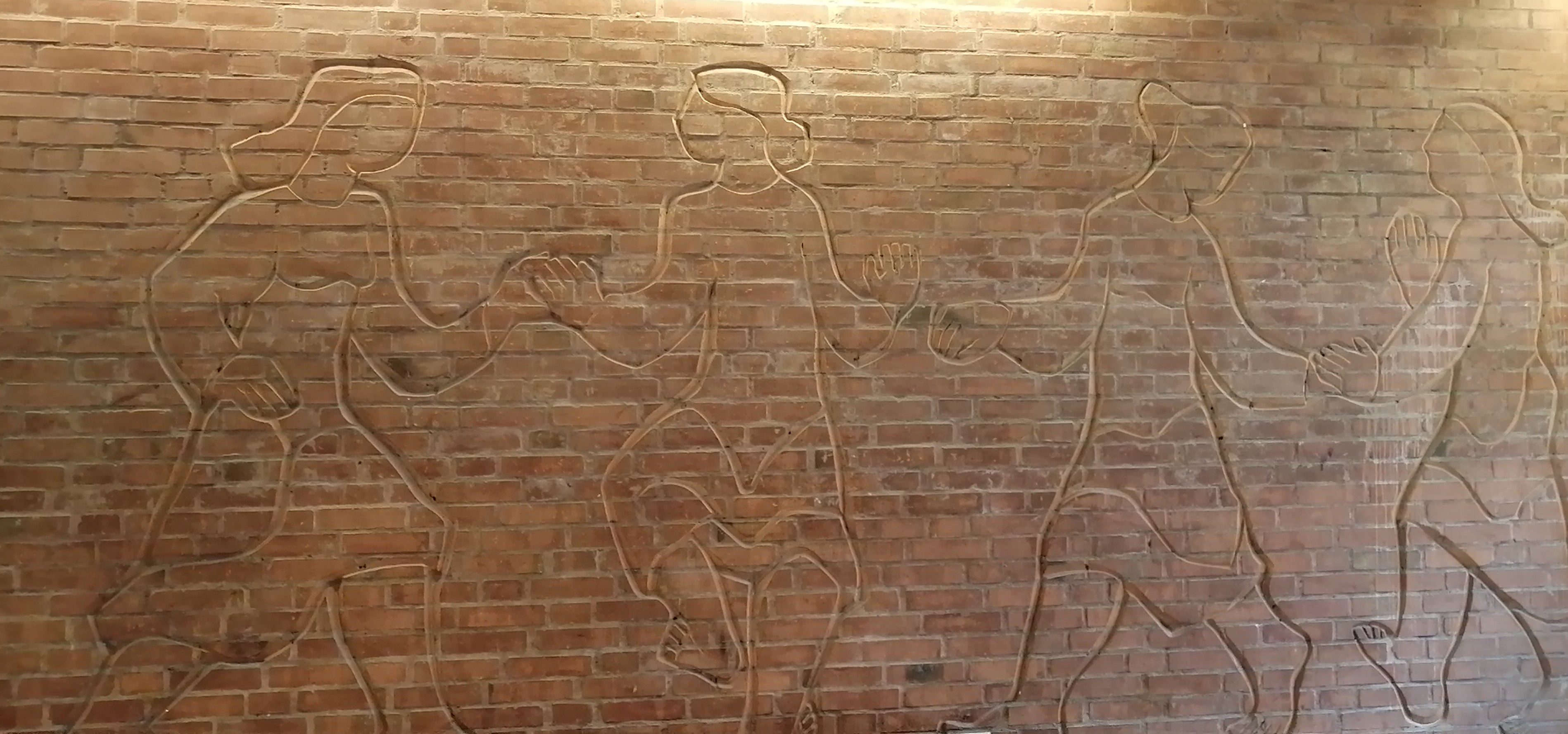
Mädchenreigen 1953
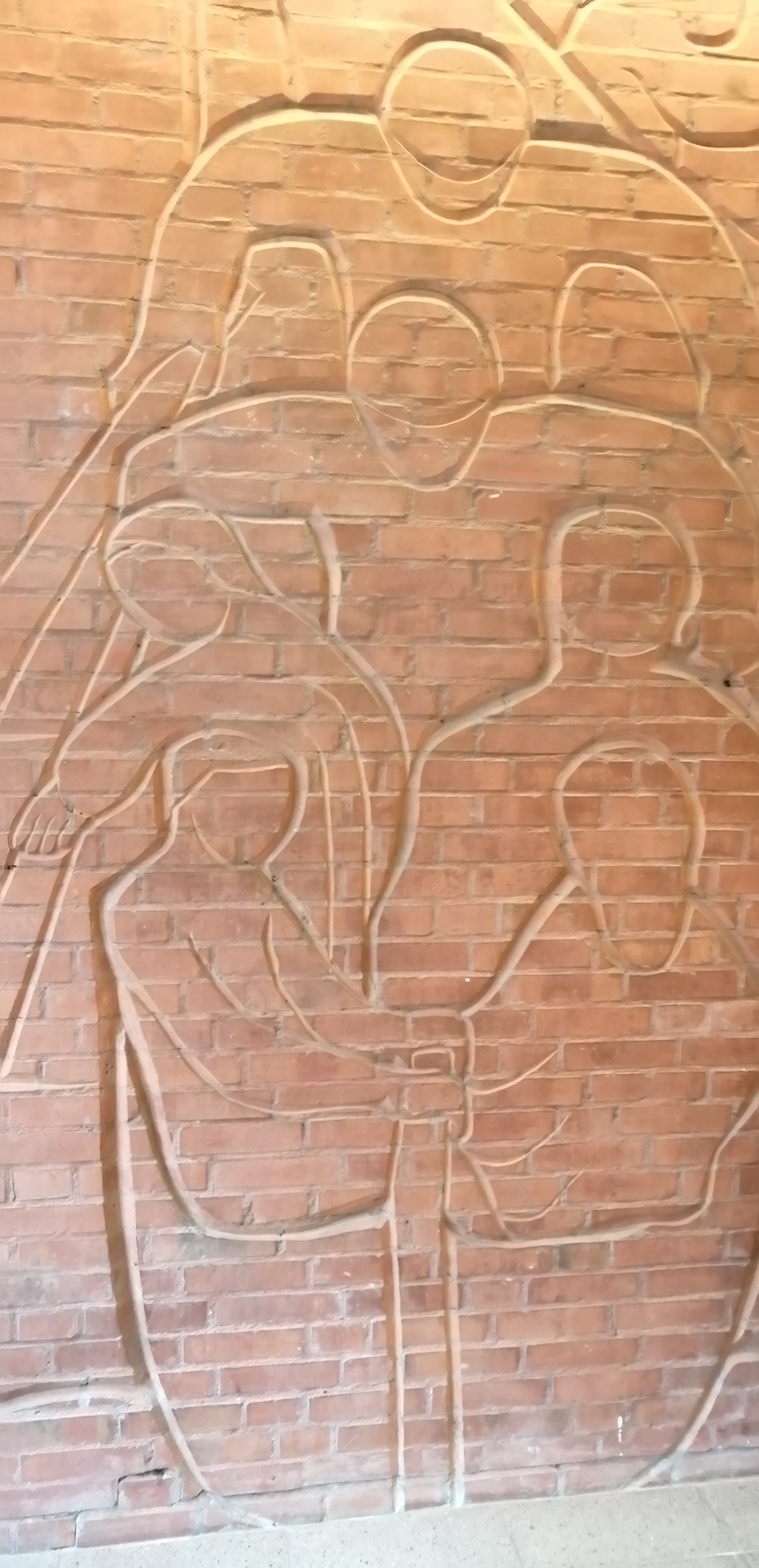
Rudergruppe 1953